# نيى سانتوس
نيى سانتوس (بالبرتغالية: Uedson Ney dos Santos‏) (23 فبراير 1981 في البرازيل - ) هو لاعب كرة قدم برازيلي في مركز الدفاع. لعب مع أتلتيكو باراناينسي وإستريلا دا أمادورا وسبورتينغ براغا ونادي باهيا ونادي جوينفيل ونادي سبورت ريسيفه ونادي فيتوريا ونادي فيتوريا سيتوبال ونادي كوريتيبا وأمريكا دي ناتال ‏ وديسبورتيفا كونفيانكا ‏.

## روابط خارجية
- نيى سانتوس على موقع قاعدة بيانات كرة القدم.إي يو (الإنجليزية)
- نيى سانتوس على موقع Soccerway.com (الإنجليزية)
- نيى سانتوس على موقع AS.com (الإسبانية)